# Ponte ferroviario di Campomorone
Il ponte ferroviario di Campomorone, ufficialmente viadotto Verde (popolarmente detto Ponti Nuovi), è una infrastruttura civile italiana, collocata sulla linea ferroviaria succursale dei Giovi. Attraversa il torrente Verde, collegando la parte inferiore della collina di Cesino con il comune di Ceranesi.

## Storia
Costruito fra il 1883 e 1886, ha una struttura caratterizzata da armoniche arcate in mattoni, che svettano sulla valle. Nella parte inferiore presenta arcate multiple, o arcatelle, e una base in muratura.
Dall'inaugurazione fino al 2001 il ponte era gestito da Ferrovie dello Stato, passato poi a Rete Ferroviaria Italiana società del gruppo FS. 

## Caratteristiche
- Interamente in muratura, con venti arcate in laterizio rivestite in pietra nella parte inferiore.
- Parte in rettifilo e parte in curva da 600 metri di raggio[1]
- Lunghezza: 431,30 m
- Altezza: 55,73 m
- Pendenza 15,95‰[1]

## Nei media
Il viadotto è visibile nel film Achtung! Banditi! di Carlo Lizzani del 1951.

## Galleria d'immagini

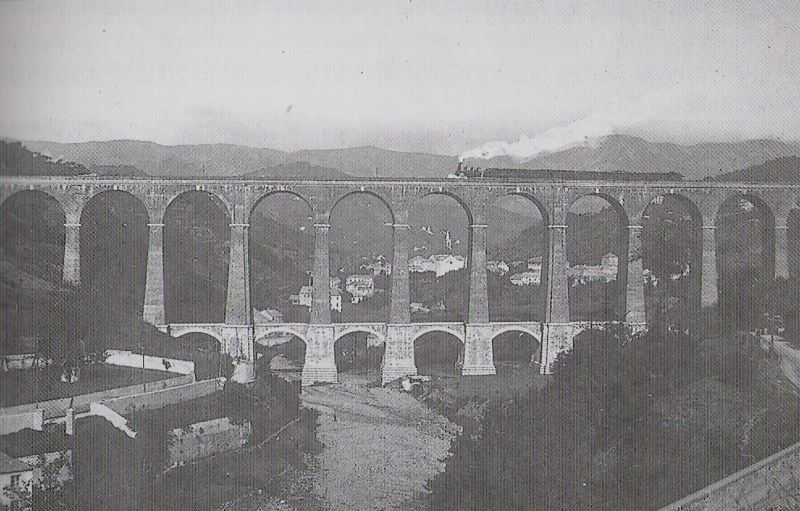
Ponte di Campomorone, Genova
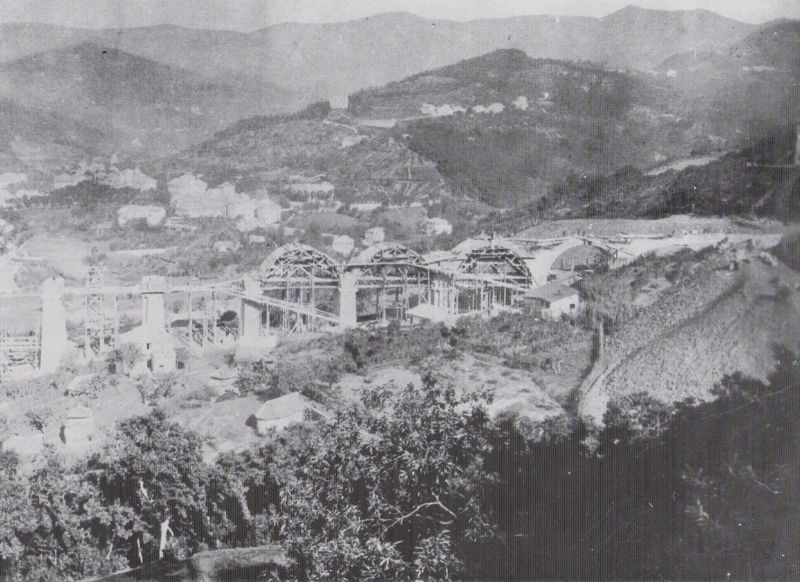
Ponte di Campomorone in costruzione, 1883, Genova